# Palazzo di Kadriorg
Il Palazzo di Kadriorg (in estone Kadrioru Ioss), originariamente chiamato Catherinethal (la Valle di Caterina), è un edificio di stile barocco petrino. È situato nel Parco di Kadriorg a Tallinn, la capitale dell'Estonia.
Fu costruito per Caterina I di Russia da Gaetano Chiaveri, dopo la Grande guerra del Nord, su progetto dell'architetto veneziano Nicola Michetti.
Nel XX secolo, con l'indipendenza dello stato estone nel 1918, divenne corrente il nome estone di Kadriorg, utilizzato anche per il quartiere ed il parco circostante.
Attualmente il palazzo in parte è una delle sedi del Museo estone d'arte. Nel parco circostante, in una moderna e avveniristica costruzione, è situato anche il museo KUMU.

## Storia
Dopo il vittorioso assedio dell'antica Reval nel 1710, Pietro il Grande entrato da conquistatore nella città, decise di comprare un maniero in stile danese, trasformandolo, per la moglie Caterina. Il palazzo odierno è il risultato di drastici restauri ordinati da Nicola I di Russia nel 1827.
La nuova costruzione venne iniziata il 25 luglio 1718. Gli zar Pietro e Caterina visitarono svariate volte la residenza in costruzione, ma dopo la morte dello Zar Pietro nel 1725, Caterina si mostrò disinteressata a questa proprietà sulla marina, che entrò lentamente ma progressivamente nell'oblio.
La grande sala con le iniziali di Caterina e raffinati decori in stucco, attribuiti a Heinrich von Bergen sopravvivono tuttora, ma molti altri interni sono stati modificati nel corso del tempo.
La giardiniera Ilya Surmin si occupò del giardino fiorito con le due fontane e del cosiddetto: Giardino della Mirage su più livelli. L'immagine del parco circostante ha similitudini con quello di Strelna.

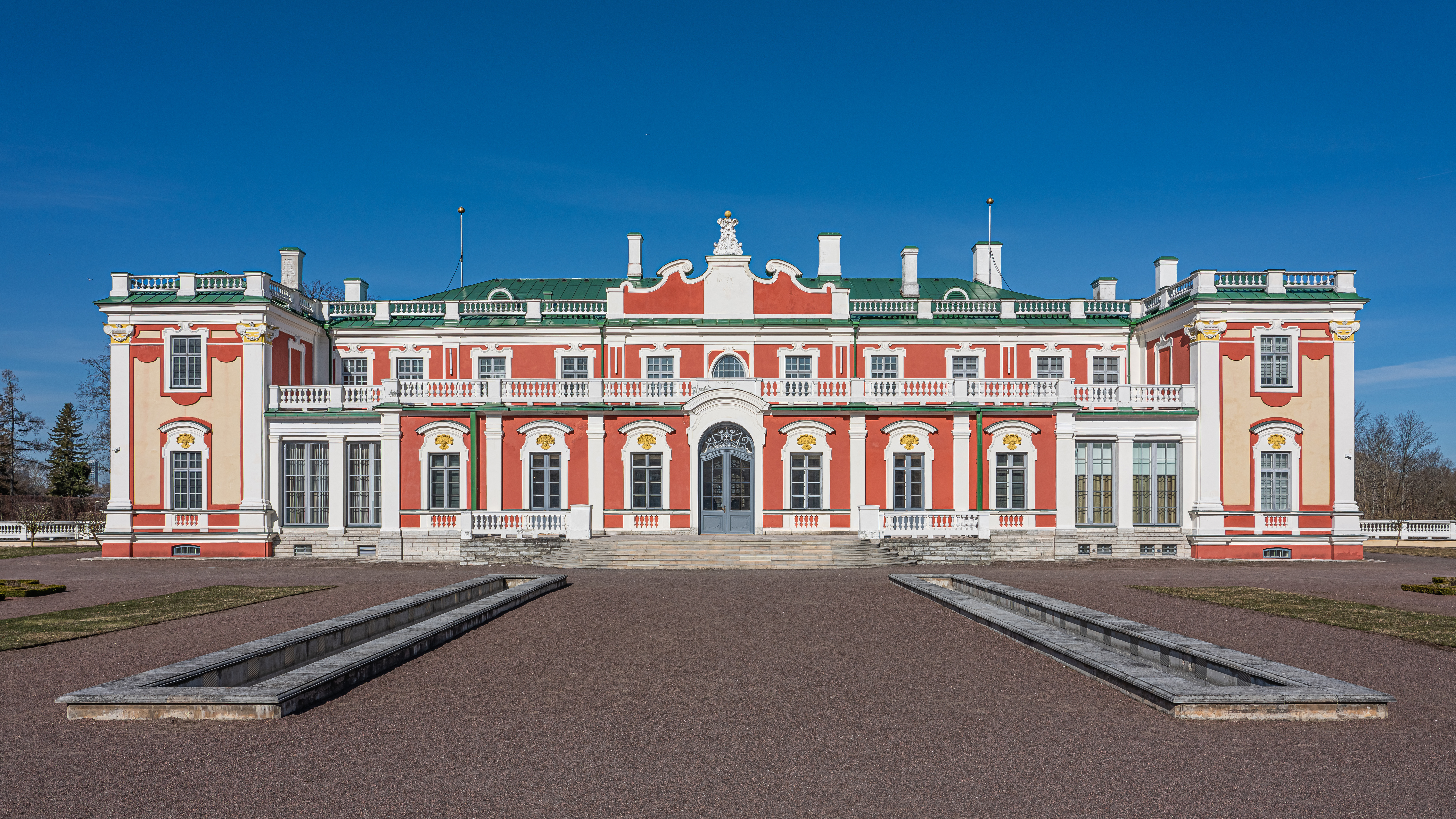
La facciata
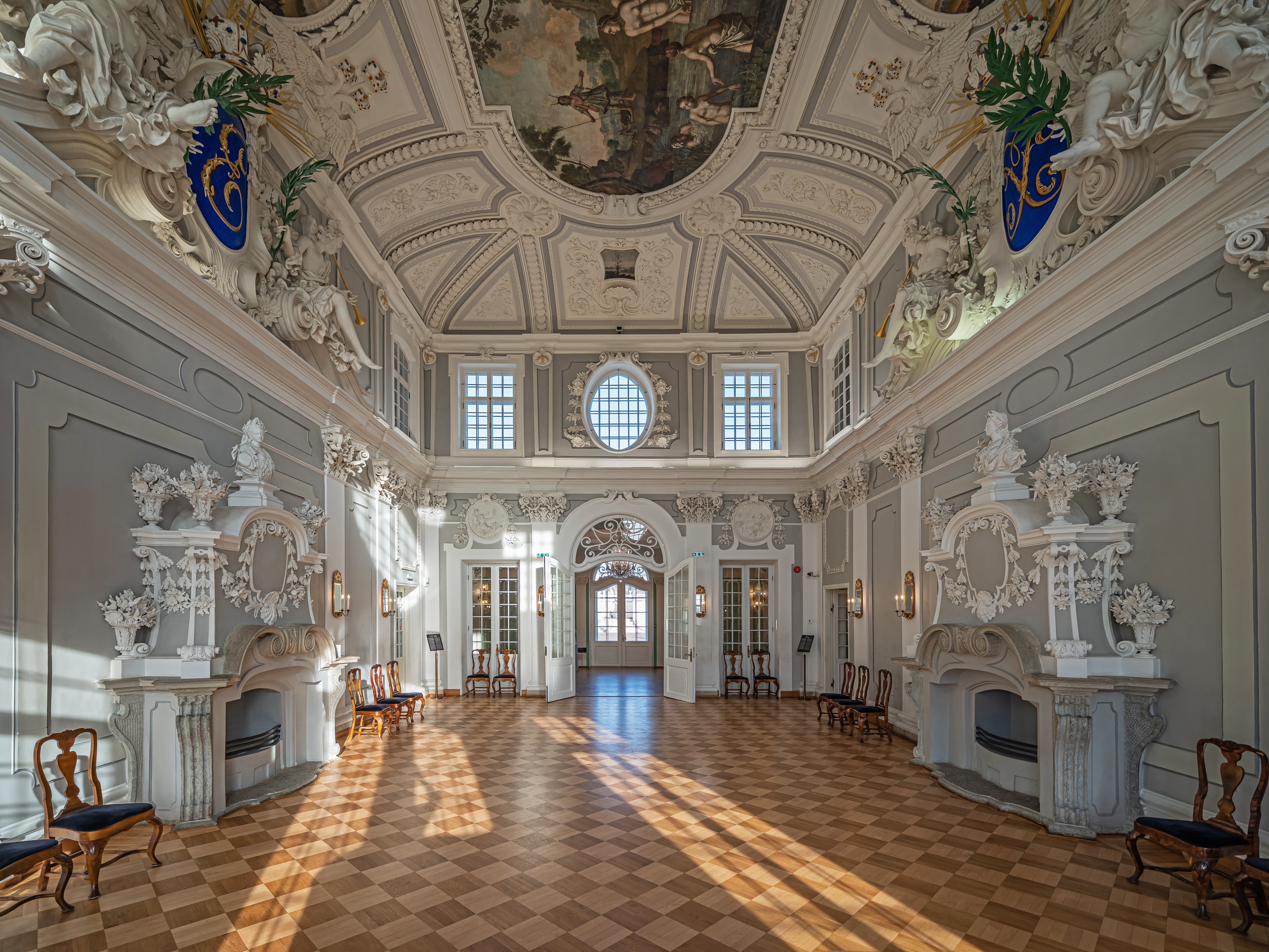
Gli interni
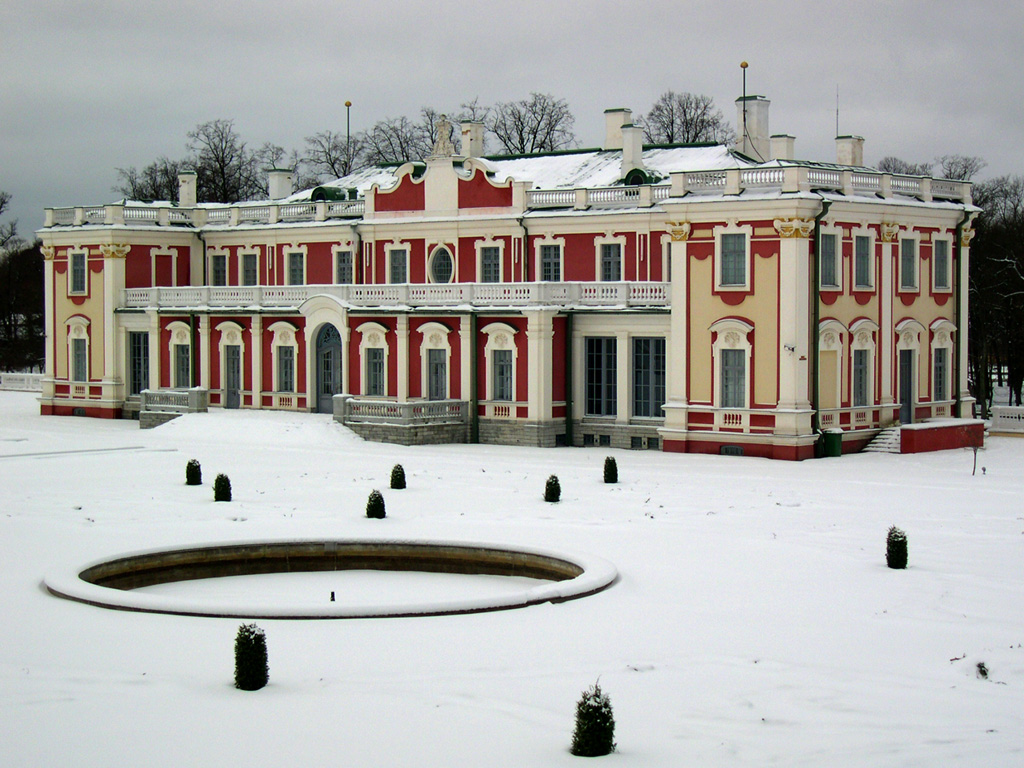
Il palazzo in inverno

### I lavori di restauro
Il Kadriorg venne abbandonato dalla aristocrazia russa, già nel tardo XVIII secolo, inizi del XIX secolo.
Negli anni trenta del XX secolo, il primo presidente della Repubblica d'Estonia, Konstantin Päts, iniziò un restauro molto controverso con lo spirito di trasformare il palazzo per farne la sua residenza. Il nuovo palazzo presidenziale fu costruito nel 1938 ed è stato progettato da Alar Kotli.
Il palazzo divenne il sito principale del Museo d'Arte dell'Estonia nel 1921, che venne poi spostato in sedi temporanee dal 1929, mentre il palazzo stava per essere trasformato nella residenza del presidente dell'Estonia, vi ritornò solo nel 1946.
Nel 1991 il palazzo venne chiuso essendo caduto in un grave stato di abbandono durante gli anni di occupazione sovietica.
Si decise che una nuova costruzione sarebbe sorta in zona per destinarvi il KunstiMuseum o brevemente il KUMU.

## La collezione d'arte straniera
Il palazzo, restaurato dopo l'indipendenza dell'Estonia, riaprì i battenti nell'estate del 2000.
È divenuta la sede della Collezione d'arte straniera, uno dei cinque settori del Museo d'Arte dell'Estonia
Qui è possibile ammirare dipinti di Bartholomeus van der Helst, Gilles Van Valckenbosch (L'incendio della città di Troia), Jacob Jordaens (La Sacra Famiglia), Lambert de Hondt, Adam Cornelisz Beeldemaker (Orione a cavallo), Maria Wagner, Bernardo Strozzi, Pietro Liberi, Anton Graaff, Angelica Kauffmann, Francesco Fontebasso, Mikail Clodt e Ilya Repin (l'avventura del soldato).